# Woman (드라마)
《Woman》(우먼)은 2013년 7월 3일부터 9월 11일까지 닛폰 TV의 〈수요 드라마〉(매주 수요일 22:00 ~ 22:54, JST)에서 방송된 일본의 텔레비전 드라마이다. 주연은 미츠시마 히카리.

## 개요
캐치프레이즈는, 〈나에게는, 목숨을 걸고 지킬 목숨이 있다.〉.
싱글 마더를 주인공으로, 목숨을 걸고 살아가는 여성의 삶을 그린 사회파 드라마.

## 등장인물

### 아오야기가(家)
아오야기 코하루 <27> - 미츠시마 히카리
노조미와 리쿠의 엄마.
아오야기 노조미 <5→7> - 스즈키 리오
아오야기가(家) 장녀.
아오야기 리쿠 <2→4> - 타카하시 라이
아오야기가(家) 장남.
아오야기 신 <몰 31> - 오구리 슌
코하루의 죽은 남편.

### 우에스기가(家)
우에스기 사치 <56> - 타나카 유코
코하루의 친어머니.
우에스기 켄타로 <58> - 코바야시 카오루
사치의 재혼 상대.
우에스기 시오리 <19> - 니카이도 후미
사치와 켄타로의 딸.
우에스기 마키 - 히이라기 루미
시오리의 사촌.

### 카마타가(家)
카마타 유키 <26> - 우스다 아사미
코하루의 친구.
카마타 나오토 <9> - 코세 타츠야
카마타가(家) 장남.
카마타 마사토 <7> - 타카다 아이토
카마타가(家) 차남.

### 스나가와가(家)
스나가와 아이코 <25> - 타니무라 미츠키
도립 시부야 병원 혈액내과 연수의.
스나가와 료스케 <26> - 미우라 타카히로
생활복지과 생활보호 담당 직원.
스나가와 슌스케 - 이하라 쇼고
료스케와 아이코의 외동 아들.

### 도립 시부야 병원
사와무라 유고 <35> - 타카하시 잇세이
혈액내과 의사. 코하루의 담당의.
나카노 - 오카야마 하지메
사와무라의 동료 의사.
후지타 - 야지마 코이치
간호사.

### 그 외
마츠타니 타카오 <51> - 이노우에 타카시
생활복지과 생활보호 담당 직원. 료스케의 상사.

## 스태프
- 각본 - 사카모토 유지
- 음악 - 미야케 카즈노리
- 연출 - 미즈타 노보오, 아이자와 준
- 주제가 - androp 〈Voice〉 (WARNER MUSIC JAPAN/unBORDE)
- 프로듀스 - 츠기야 히사시, 치바 유키토시, 오오츠카 에이지
- 제작 협력 - K 팩토리
- 제작 저작 - 닛폰 TV

## 방송 일자
| 방송회                                                      | 방송일         | 부제                                                   | 연출          | 시청률 |
| ----------------------------------------------------------- | -------------- | ------------------------------------------------------ | ------------- | ------ |
| 제1화                                                       | 2013년 7월 3일 | 목숨을 걸고 내가 아이를 기르는 싱글 마더의 감동 드라마 | 미즈타 노보오 | 13.9%  |
| 제2화                                                       | 7월 10일       | 어머니가 어머니로 있기 위한 틀린 선택?                 | 미즈타 노보오 | 11.3%  |
| 제3화                                                       | 7월 17일       | 어머니로 있는 것. 그리고 딸로 있는 것                  | 아이자와 준   | 11.4%  |
| 제4화                                                       | 7월 24일       | 나, 아빠를 만나고 싶어                                 | 미즈타 노보오 | 13.9%  |
| 제5화                                                       | 7월 31일       | 누구에게도 말할 수 없어, 어머니의 각오                 | 아이자와 준   | 12.6%  |
| 제6화                                                       | 8월 7일        | 살기 위한 거짓말, 내가 아이를 위해                     | 미즈타 노보오 | 14.7%  |
| 제7화                                                       | 8월 14일       | 살기 위해 죽은 소중한 사람, 그 진실                    | 미즈타 노보오 | 13.0%  |
| 제8화                                                       | 8월 21일       | 그 아이를 죽이고 나도 죽으면 되는 거야?                | 아이자와 준   | 13.0%  |
| 제9화                                                       | 8월 28일       | 살고 싶어! 적어도 앞으로 10년                          | 미즈타 노보오 | 14.9%  |
| 제10화                                                      | 9월 4일        | 엄마, 진실을 말해줘!                                   | 아이자와 준   | 14.0%  |
| 최종화                                                      | 9월 11일       | 아이들의 아이들에게                                    | 미즈타 노보오 | 16.4%  |
| 평균 시청률 13.6% (시청률은 칸토 지구·비디오 리서치사 조사) |                |                                                        |               |        |

- 첫회·제2화·최종화는 15분 확대 (22:00 ~ 23:09).